# 蓝蔚雯
蓝蔚雯（？—？），字子青，号蔗生。一说祖籍广东大埔，寄籍浙江定海，清末政治人物、外交官。宁波府定海县（今舟山市定海区）人，是上海“宁波帮”的早期政治后台。

## 生平履历
蓝蔚雯出自定海蓝氏家族，早年以诸生援例捐官得知县官衔，先后担任江苏丹阳、新阳、吴县、常熟、昭文等县的知县。
1843年秋，署理上海知县。1847年再次署理上海知县。1849年署理松江府海防同知。1853年，署理松江府知府，同年8月，率领團練进攻小刀会起义军。1854年7月，署理苏松太道。1855年，清军收复上海县城后，蓝蔚雯改革恢复上海海关，宣布上海南、北两关正式恢复征收关税。同年，护理苏松太道。1855年4月，蓝蔚雯署松江知府。同年底，又护理苏松太道。1857年，离任，编制为候补知府。后奉命赴天津，听候朝廷差遣。

## 外交事迹
1854年，曾劝阻美国公使伯驾北上直隶“修约”。
上海小刀会起事期间，有很多华人逃难进入上海公共租界。1855年2月，因大量难民涌入上海公共租界，蓝蔚雯以地方首脑身份，与英国、美国、法国三国领事协商，制定了华人在上海公共租界内租用占有土地房屋和居留的章程。章程明确规定华人必须经相关国家领事和上海地方政府的双重审查批准，才具备在上海公共租界内居住的权力，并必须遵守新制订的《土地章程》，向上海公共租界工部局纳税。这些条款章程，事实上承认了上海公共租界工部局对上海公共租界内中国籍居民的管辖权。英法聯軍之役中，蓝蔚雯是第一次谈判的中方外交人员之一。第二次谈判中，蓝也是中方代表。
在上海县县令任上，蓝蔚雯曾特设钱店，规定专收墨西哥銀圓，取代当时市面上日益紧缺的西班牙佛银，是为上海最早期的官办外汇机构。
1859年，蓝蔚雯曾奉命到上海与当时的护理苏松太道道尹吴煦一起打探租界内英国人行动，借机劝阻英国公使卜魯斯不要以武力解决中英民事外交冲突。

## 宁波帮后台
蓝蔚雯出自浙江定海县，清朝时属宁波府，他与上海商界有紧密联系。宁波籍商人曾大力支持蓝蔚雯，1843年，在上海知县任内，蓝蔚雯免除了宁波商会的地税。蓝蔚雯在上海执政，政策上偏袒浙江商人，一定程度上提升了宁波帮在上海的工商实力。
1844年，旅沪宁波、绍兴（旧简称“宁绍”）同乡会馆四明公所请蓝蔚雯将位于25保4图 （今淮海东路）的地产编入官府地图，并免除课税，获得批准。后又通过他的关系，广置公所土地，大兴土木，造屋五十余栋，于道光十四年7月动工，历时2年，于道光十六年8月停建，蔚为壮观，英法等外国势力均不敢小觑。蓝蔚雯并亲自勒石成碑，记录这一事件。蓝蔚雯也在上海提升甬剧，甬剧也得以在上海快速发展，并与其他剧种融合。

## 著作
- 《二蓝集》四册，光绪十年郭氏枕石草堂刻本，蓝蔚雯 辑。